# أولاد حداد (اجموحة)
أولاد حداد هو دُوَّار يقع بجماعة امنيع، إقليم سطات، جهة الدار البيضاء سطات في المملكة المغربية. ينتمي الدوّار لمشيخة اجموحة التي تضم 10 دواوير. يقدر عدد سكانه بـ 224 نسمة حسب الإحصاء الرسمي للسكان والسكنى لسنة 2004.

## روابط خارجية
- البوابة الوطنية للجماعات الترابية
- المندوبية السامية للتخطيط